# Top Gun: Maverick
Top Gun: Maverick is een Amerikaanse actie-dramafilm uit 2022, geregisseerd door Joseph Kosinski en geproduceerd door Jerry Bruckheimer, Tom Cruise, Christopher McQuarrie en David Ellison. De film is geschreven door Ehren Kruger, Eric Warren Singer en McQuarrie en is het vervolg op de film Top Gun uit 1986. De hoofdrollen worden vertolkt door Cruise, Miles Teller, Jennifer Connelly, Jon Hamm, Glen Powell, Lewis Pullman, Ed Harris en Val Kilmer. Top Gun: Maverick ging de geschiedenis in als de 50ste film die $ 1 miljard of meer opbracht, qua bioscoopopbrengsten wereldwijd aller tijden.

## Verhaal
Het verhaal speelt zich dertig jaar af na de gebeurtenissen uit Top Gun. Pete "Maverick" Mitchell keert terug naar de vliegbasis om een groep nieuwe piloten op te leiden voor een nieuwe gevaarlijke missie waarbij een uraniumfabriek van een vijandelijke buitenlandse macht uitgeschakeld moet worden. 

## Rolverdeling
| Acteur             | Personage                  |
| ------------------ | -------------------------- |
| Tom Cruise         | Pete "Maverick" Mitchell   |
| Miles Teller       | Bradley "Rooster" Bradshaw |
| Jennifer Connelly  | Penelope "Penny" Benjamin  |
| Jon Hamm           | Beau "Cyclone" Simpson     |
| Glen Powell        | Jake "Hangman" Seresin     |
| Lewis Pullman      | Robert "Bob" Floyd         |
| Ed Harris          | Chester "Hammer" Cain      |
| Val Kilmer         | Tom "Iceman" Kazansky      |
| Monica Barbaro     | Natasha "Phoenix" Trace    |
| Charles Parnell    | Solomon "Warlock" Bates    |
| Jay Ellis          | Reuben "Payback" Fitch     |
| Danny Ramirez      | Mickey "Fanboy" Garcia     |
| Greg Davis         | Javy "Coyote" Machado      |
| Jean Louisa Kelly  | Sarah Kazansky             |
| Bashir Salahuddinn | Bernie "Hondo" Coleman     |
| Jack Schumacher    | Neil "Omaha" Vikander      |
| Manny Jacinto      | Billy "Fritz" Avalone      |
| Kara Wang          | Callie "Halo" Bassett      |
| Jake Picking       | Brigham "Harvard" Lennox   |
| Raymond Lee        | Logan "Yale" Lee           |
| Lyliana Wray       | Amelia                     |

## Productie
De eerste plannen voor een vervolg op de film Top Gun waren in 2010. Echter was er destijds nog onduidelijk hoe de film in elkaar zou steken. Uiteindelijk werd er besloten om te focussen op de personages van Cruise en Kilmer. In juni 2017 maakte Cruise de titel van de film bekend. In dezelfde maand raakte bekend dat Joseph Kosinski de regierol op zich zou nemen.

### Casting
Ruim een jaar later werd bekendgemaakt dat Val Kilmer zijn personage weer zou vertolken. In juli 2018 werd Miles Teller gecast. Jennifer Connelly werd in diezelfde maand toegevoegd aan het project. Een maand later werd bekend dat Glen Powell, Monica Barbaro, Thomasin McKenzie, Charles Parnell, Jay Ellis, Bashir Salahuddin, Danny Ramirez, Ed Harris, Jon Hamm en Lewis Pullman voor de film zijn gecast.

### Opnames
De opnames gingen op 30 mei 2018 van start in San Diego. Er is gefilmd met IMAX-camera's.

### Muziek
Ook keert de componist Harold Faltermeyer terug voor de filmmuziek. Het nummer "Danger Zone", dat te horen was in Top Gun, is ook te horen in het vervolg. Hans Zimmer werd in oktober 2018 aan het project toegevoegd. Op 10 april 2022 werd ook de naam Lady Gaga aangekondigd voor de soundtrack. De filmsong "Hold My Hand" van Gaga, verscheen op 3 mei 2022. Een tweede filmsong: "I Ain't Worried" van OneRepublic werd uitgebracht op 13 mei 2022 en staat ook de originele soundtrack, die verscheen op 27 mei 2022.

### Release
De film ging in première op 28 april 2022 op CinemaCon in Las Vegas. Aanvankelijk zou de film uitkomen op 12 juli 2019, maar in augustus 2018 werd bekendgemaakt dat de film met een jaar is verplaatst. Op 2 april 2020 werd bekend dat de film vanwege de coronapandemie verplaatst is naar 23 december 2020 in plaats van 26 juni 2020. Op 23 juli 2020 werd bekend dat de film vanwege de coronapandemie verplaatst is naar 2 juli 2021 in plaats van 23 december 2020. In april 2021 is de film wederom uitgesteld naar 19 november 2021. In september 2021 is de film wederom uitgesteld naar 27 mei 2022. Paramount Pictures heeft de film uitgebracht. 

## Ontvangst
De film ontving over het algemeen gunstige recensies van critici. Op Rotten Tomatoes heeft Top Gun: Maverick een waarde van 97% en een gemiddelde score van 8,30/10, gebaseerd op 128 recensies. Op Metacritic heeft de film een gemiddelde score van 80/100, gebaseerd op 41 recensies. De film verscheen ook buiten de competitie op het Filmfestival van Cannes op 18 mei 2022. Cruise werd daar geëerd met een speciale Gouden Palm voor zijn hele oeuvre.

## Prijzen en nominaties
De belangrijkste:
| Jaar | Prijs                       | Categorie                                    | Genomineerde(n)                                                                     | Uitslag     |
| ---- | --------------------------- | -------------------------------------------- | ----------------------------------------------------------------------------------- | ----------- |
| 2022 | Saturn Awards               | Beste actie- of avonturenfilm                | Beste actie- of avonturenfilm                                                       | Gewonnen    |
| 2022 | Saturn Awards               | Beste acteur                                 | Tom Cruise                                                                          | Gewonnen    |
| 2022 | Saturn Awards               | Beste regisseur                              | Joseph Kosinski                                                                     | Genomineerd |
| 2022 | Saturn Awards               | Beste montage                                | Eddie Hamilton                                                                      | Gewonnen    |
| 2022 | Saturn Awards               | Beste speciale effecten                      | Scott R. Fisher & Ryan Tudhope                                                      | Genomineerd |
| 2022 | National Board of Review    | Beste film                                   | Beste film                                                                          | Gewonnen    |
| 2022 | National Board of Review    | Uitstekende prestatie in cinematografie      | Claudio Miranda                                                                     | Gewonnen    |
| 2023 | Golden Globes               | Beste dramafilm                              | Beste dramafilm                                                                     | Genomineerd |
| 2023 | Golden Globes               | Beste filmsong                               | BloodPop & Lady Gaga voor "Hold My Hand"                                            | Genomineerd |
| 2023 | Critics' Choice Awards      | Beste film                                   | Beste film                                                                          | Genomineerd |
| 2023 | Critics' Choice Awards      | Beste mannelijke hoofdrol                    | Tom Cruise                                                                          | Genomineerd |
| 2023 | Critics' Choice Awards      | Beste camerawerk                             | Claudio Miranda                                                                     | Gewonnen    |
| 2023 | Critics' Choice Awards      | Beste montage                                | Eddie Hamilton                                                                      | Genomineerd |
| 2023 | Critics' Choice Awards      | Beste visuele effecten                       | Beste visuele effecten                                                              | Genomineerd |
| 2023 | Critics' Choice Awards      | Beste nummer                                 | BloodPop & Lady Gaga voor "Hold My Hand"                                            | Genomineerd |
| 2023 | Grammy Awards               | Best Compilation Soundtrack for Visual Media | Harold Faltermeyer, Lady Gaga, Hans Zimmer & Lorne Balfe                            | Genomineerd |
| 2023 | Grammy Awards               | Best Song Written for Visual Media           | BloodPop & Lady Gaga voor "Hold My Hand"                                            | Genomineerd |
| 2023 | British Academy Film Awards | Beste cinematografie                         | Claudio Miranda                                                                     | Genomineerd |
| 2023 | British Academy Film Awards | Beste montage                                | Eddie Hamilton                                                                      | Genomineerd |
| 2023 | British Academy Film Awards | Beste geluid                                 | Chris Burdon, James H. Mather, Al Nelson, Mark Taylor & Mark Weingarten             | Genomineerd |
| 2023 | British Academy Film Awards | Beste visuele effecten                       | Seth Hill, Scott R. Fisher, Bryan Litson & Ryan Tudhope                             | Genomineerd |
| 2023 | Satellite Awards            | Beste dramafilm                              | Beste dramafilm                                                                     | Gewonnen    |
| 2023 | Satellite Awards            | Beste regisseur                              | Joseph Kosinski                                                                     | Genomineerd |
| 2023 | Satellite Awards            | Beste acteur in een dramafilm                | Tom Cruise                                                                          | Genomineerd |
| 2023 | Satellite Awards            | Beste bewerkt script                         | Peter Craig, Ehren Kruger, Justin Marks, Christopher McQuarrie & Eric Warren Singer | Genomineerd |
| 2023 | Satellite Awards            | Beste montage                                | Eddie Hamilton                                                                      | Genomineerd |
| 2023 | Satellite Awards            | Beste cinematografie                         | Claudio Miranda                                                                     | Gewonnen    |
| 2023 | Satellite Awards            | Beste soundtrack                             | Harold Faltermeyer, Lady Gaga, Hans Zimmer & Lorne Balfe                            | Genomineerd |
| 2023 | Satellite Awards            | Beste filmsong                               | BloodPop & Lady Gaga voor "Hold My Hand"                                            | Gewonnen    |
| 2023 | Satellite Awards            | Beste visuele effecten                       | Scott R. Fisher, Ryan Tudhope, Seth Hill & Bryan Litson                             | Genomineerd |
| 2023 | Satellite Awards            | Beste geluid                                 | Mark Weingarten, James H. Mather & Al Nelson                                        | Gewonnen    |
| 2023 | Academy Awards (Oscars)     | Beste film                                   | Beste film                                                                          | Genomineerd |
| 2023 | Academy Awards (Oscars)     | Beste bewerkte scenario                      | Ehren Kruger, Eric Warren Singer, Christopher McQuarrie, Peter Craig & Justin Marks | Genomineerd |
| 2023 | Academy Awards (Oscars)     | Beste montage                                | Eddie Hamilton                                                                      | Genomineerd |
| 2023 | Academy Awards (Oscars)     | Beste originele nummer                       | BloodPop & Lady Gaga voor "Hold My Hand"                                            | Genomineerd |
| 2023 | Academy Awards (Oscars)     | Beste geluid                                 | Mark Weingarten, James H. Mather, Al Nelson, Chris Burdon & Mark Taylor             | Gewonnen    |
| 2023 | Academy Awards (Oscars)     | Beste visuele effecten                       | Ryan Tudhope, Seth Hill, Bryan Litson & Scott R. Fisher                             | Genomineerd |